# Hamburger Tempelmodell

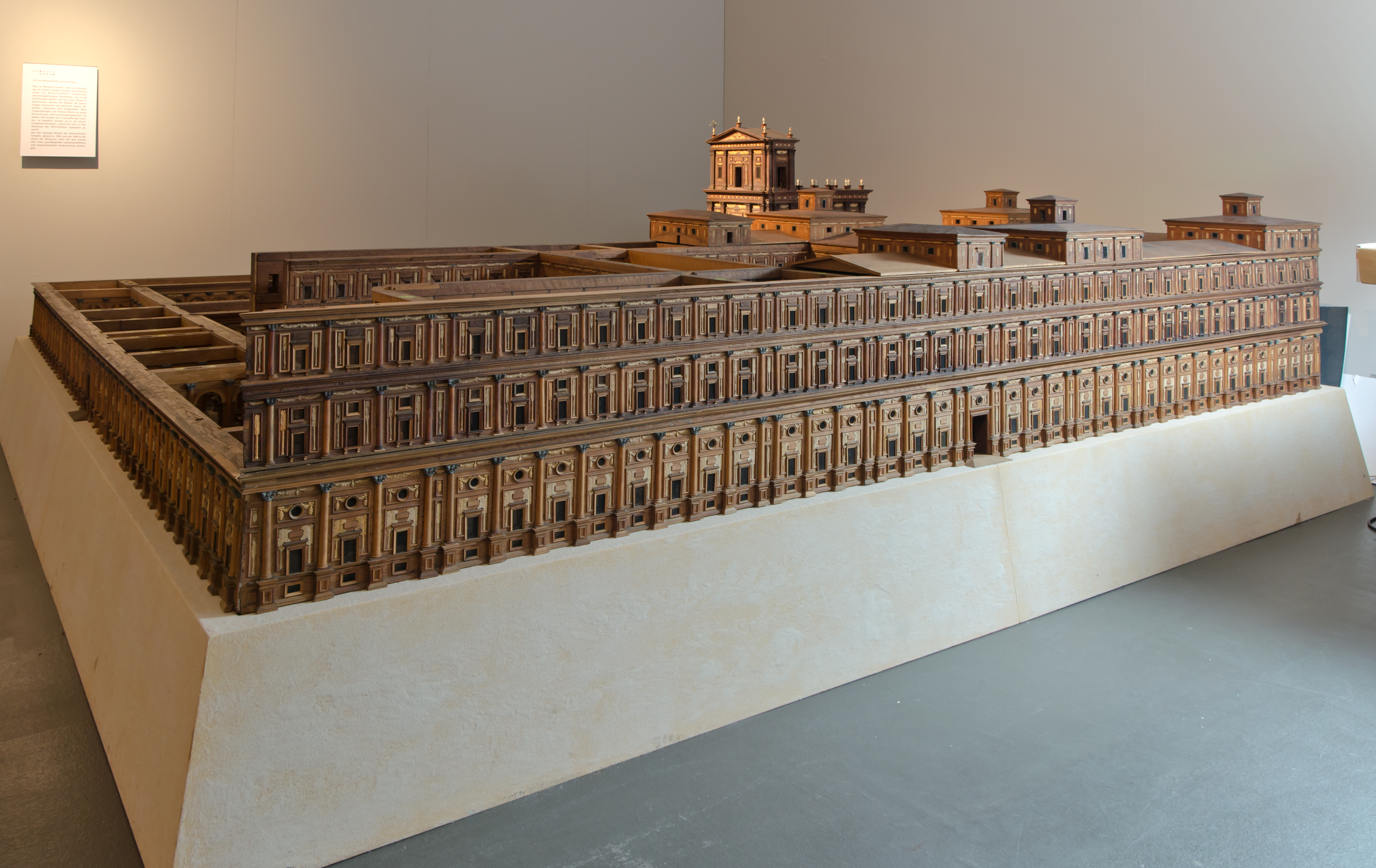
Gesamtansicht des Hamburger Tempelmodells im teildemontierten Zustand

Das Hamburger Tempelmodell ist ein barockes Architekturmodell des Salomonischen Tempels. Es hat eine Grundfläche von über 12 m² und ist aus Holz gefertigt. Die quadratische Vierflügelanlage umfasst neun Innenhöfe, von denen zwei in der Mittelachse zusammengefasst sind. Dort befindet sich das eigentliche Heiligtum, der israelitische Tempel des Königs Salomon.
Es wurde zwischen 1680 und 1692 von dem Hamburger Ratsherren und Opernpächter Gerhard Schott in Auftrag gegeben und befindet sich heute wieder in Hamburg im Museum für Hamburgische Geschichte.
Das Modell war zunächst in der Hamburger Oper ausgestellt. Von Schotts Erben wurde es, um einen Käufer zu finden, nach London gebracht. Dort wurde es ebenfalls ausgestellt und schließlich von einem Agenten Augusts des Starken erworben. 1732 wurde es nach Dresden gebracht, wo es im Zwinger als Teil der Judaica-Sammlung gezeigt wurde. Nach der Umstrukturierung dieser Sammlung Anfang des 19. Jahrhunderts gelangte das Modell über mehrere Besitzer schließlich 1910 ins Museum für Hamburgische Geschichte.
Schotts Modell steht in der Tradition zahlreicher Rekonstruktionsversuche in Renaissance und Barock, die aus theologischer, bibelkundlicher oder architekturtheoretischen Überlegungen sich der Originalgestalt des in der Bibel beschriebenen Tempels zu nähern suchten. Während die meisten Versuche eigenständig in schriftlicher oder grafischer Form veröffentlicht wurden, ist Schotts Modell nicht originär. Das Hamburger Modell folgt sehr genau der Vorlage des spanischen Jesuiten Juan Bautista Villalpando von 1604, die wiederum auf der Tempelvision des Propheten Ezechiel beruht.
Die eigentliche Motivation für die Anfertigung des teuren und aufwendigen Modells ist bis heute unklar. Das Tempelmodell wurde im Laufe seiner Geschichte mehrfach restauriert. Bei der letzten, 2015 abgeschlossenen Restaurierungskampagne erwies sich als besondere Schwierigkeit, dass man bei früheren Maßnahmen stark giftige Holzschutzmittel verwendet hatte, daher mussten aufwendige Schutzmaßnahmen für Restauratoren und Museumsbesucher getroffen werden.

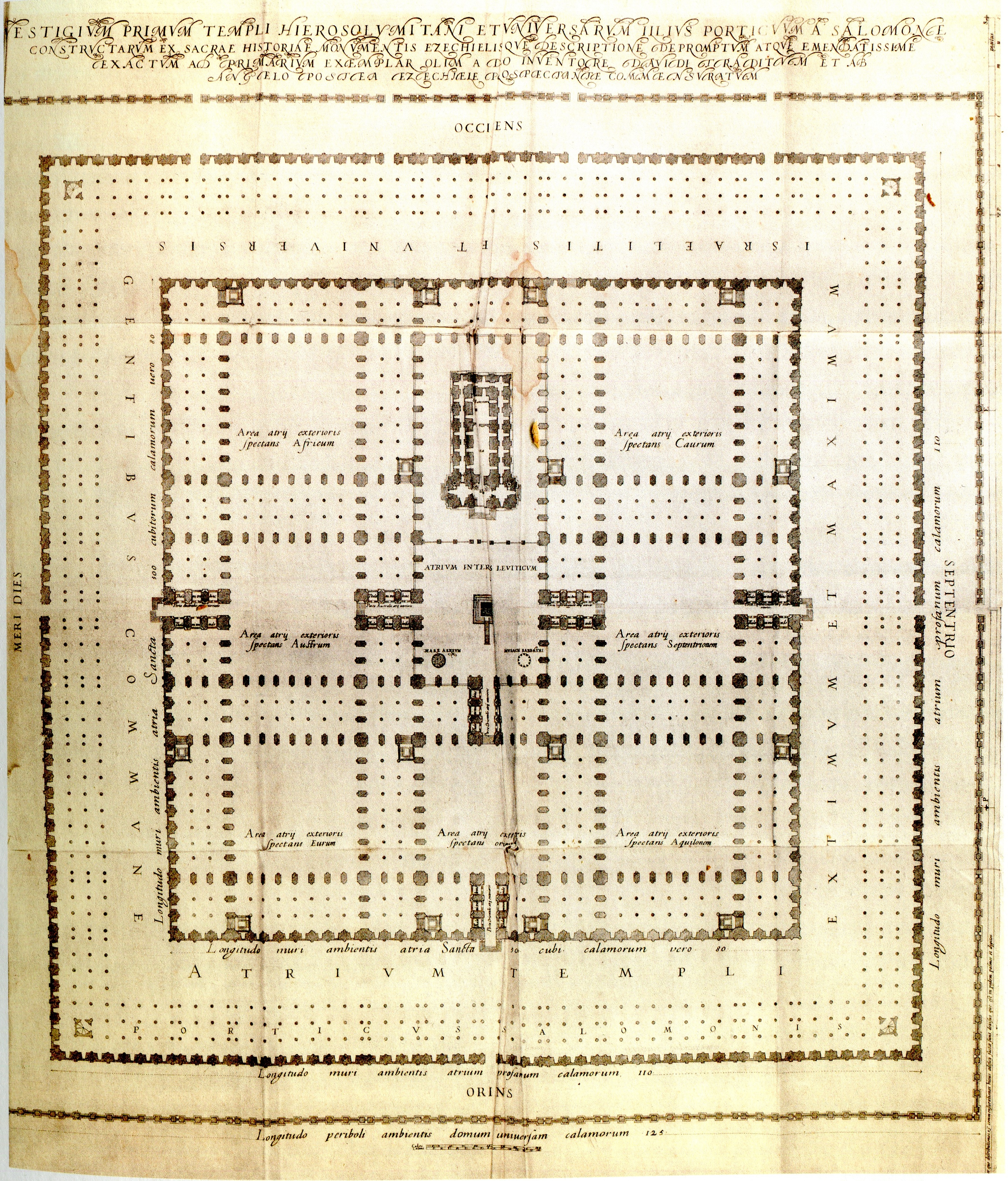
Grundriss des Hamburger Modells. Entspricht bis auf die fehlende Außengalerie dem Grundriss aus Juan Bautista Villalpando: In Ezechielem Explanationes, 1604.
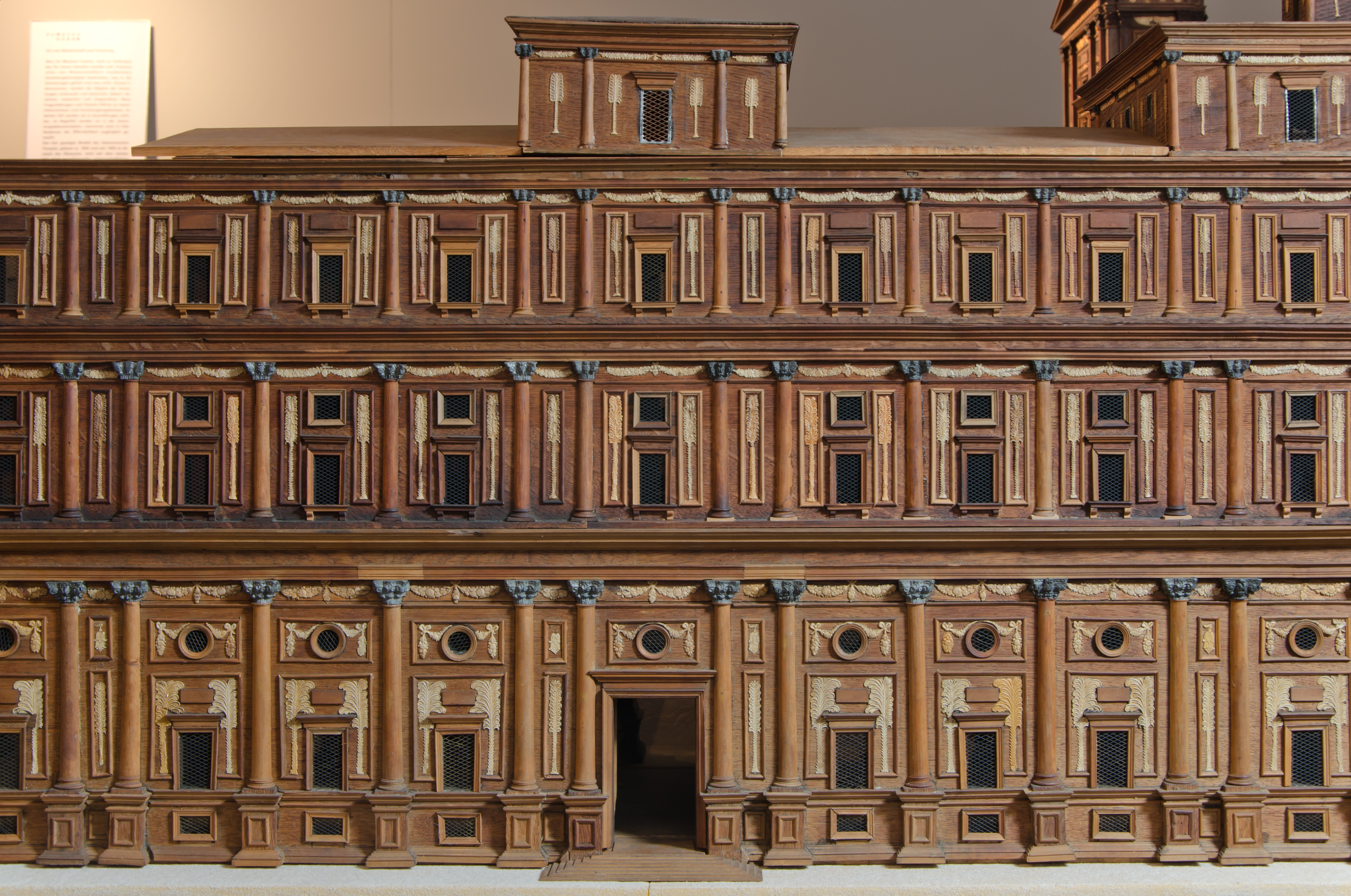
Fassadenaufbau der Gebäudeflügel
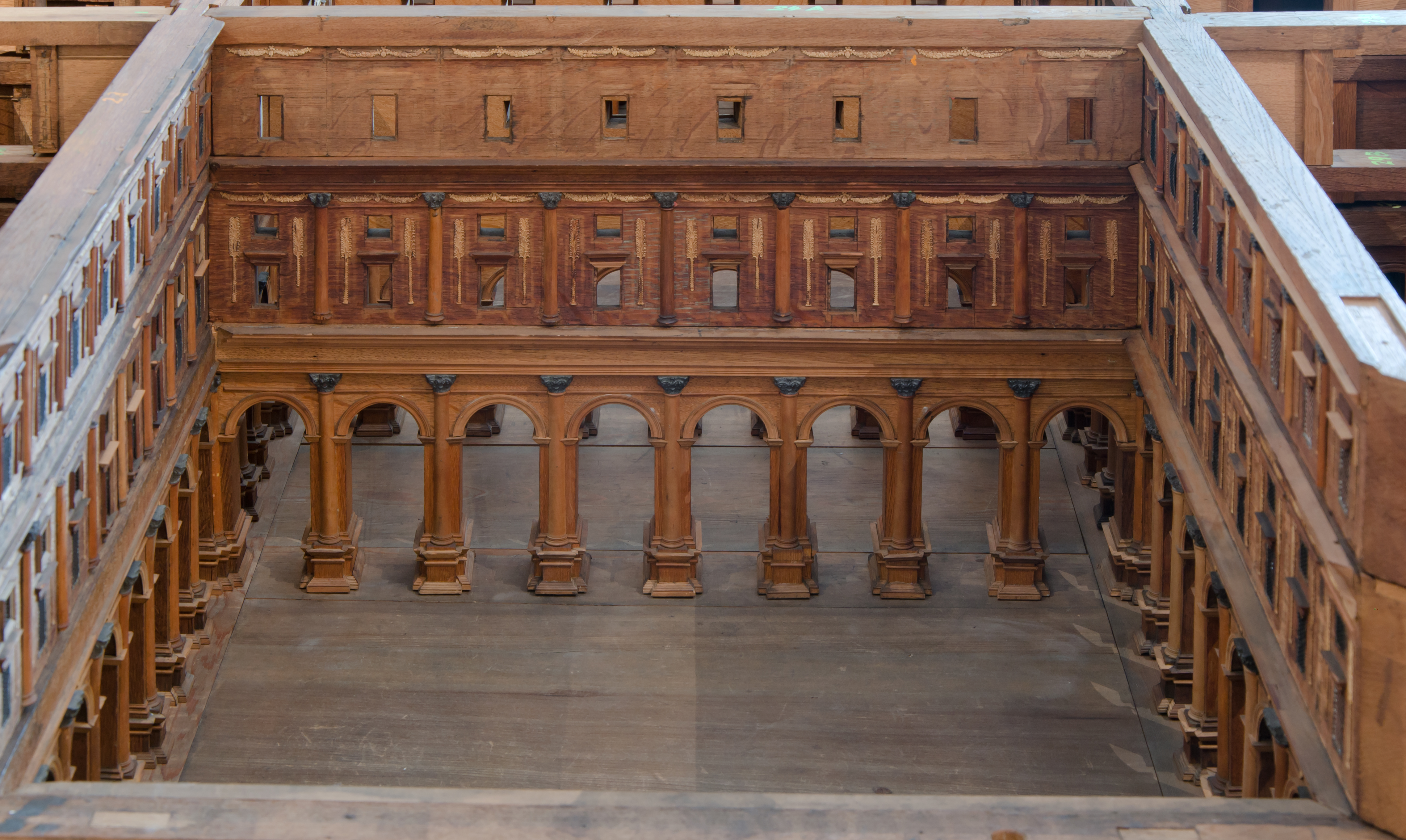
Innenhof
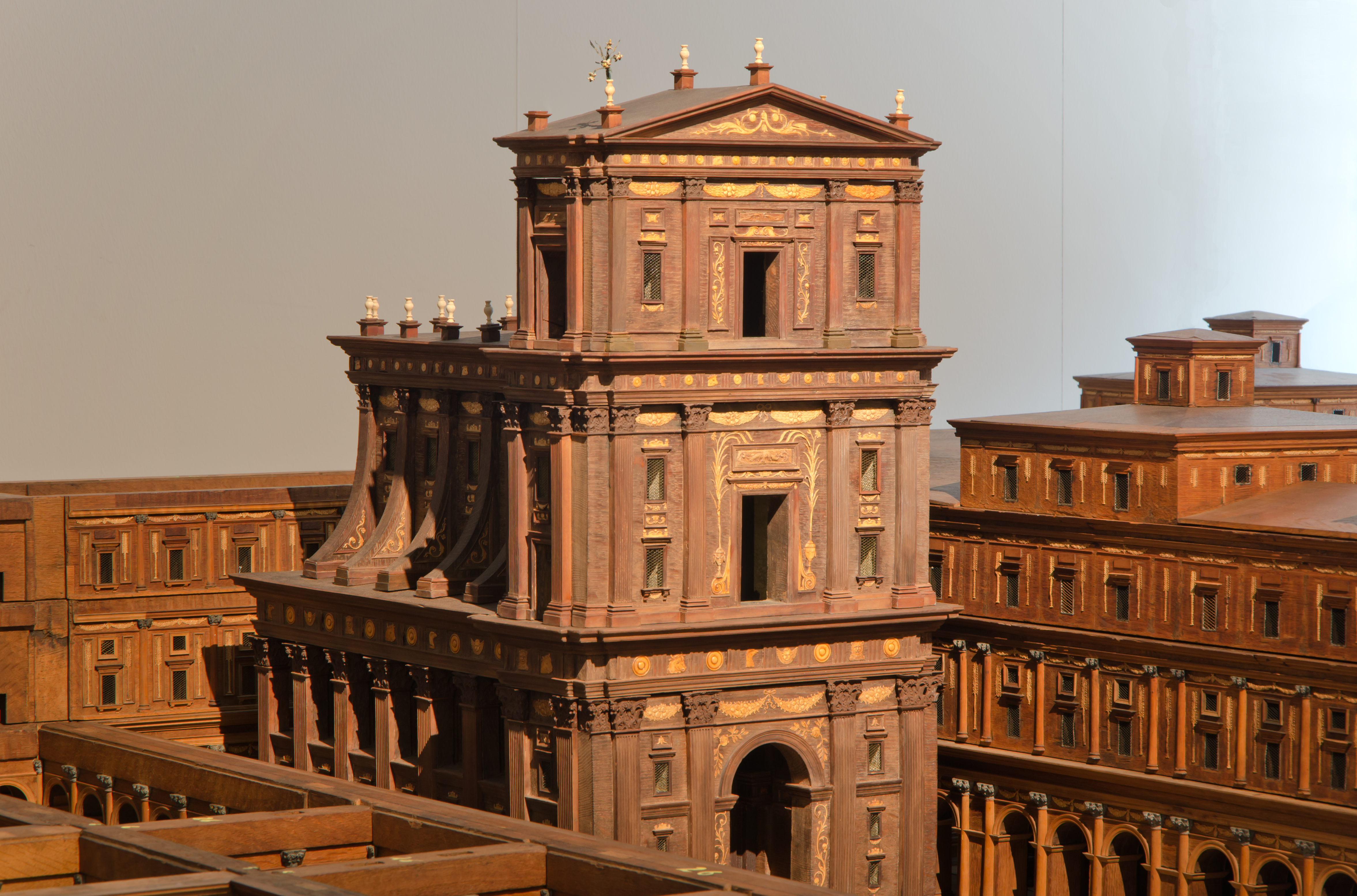
Das zentrale Gebäude mit dem Heiligtum